# Сочувствие
Сочу́вствие, сострада́ние, сопережива́ние, сожаление — один из социальных аспектов эмпатии (эмоционального состояния), формализованная форма выражения своего состояния по поводу переживаний (в частности, страданий) другого человека либо животного.

## В религии

### В буддизме
В буддизме сострадание — это желание, чтобы другие были свободны от страданий и их причин.
Далай-лама XIV положительно оценил явление сострадания. Он характеризовал его как источник счастья, как то, что способствует лучшей работе ума и дает внутреннюю силу. Он так же обозначил три типа сострадания:
- направленное на родственников и любимых, основанное на привязанности;
- направленное на страдающих существ и основанное на сочувствии им;
- беспристрастное, основанное на понимании и уважении[3].

Тринле Тхае Дордже указывал, что лама «должен обладать качествами подлинного сочувствия», что «настоящее сочувствие выражается и физически, и умственно», главной современной проблемой человечества он видит «недостаток сочувствия», указывая:

У людей, родившихся в этом мире, есть все средства, навыки и даже мудрость. Если нам удастся добавить к этому больше сочувствия, то, я думаю, мы сможем воплотить в жизнь все мечты. Будущее человечества зависит от того, что мы делаем сейчас. Его определяют наши поступки и намерения. Поэтому ключ — это сочувствие и мудрость.— 

### В индуизме
Святой Рамалинга Свамигал писал:

О, Высочайшее Бытие!
Ты указало мне на то, что Путь Сострадания есть единственный путь, ведущий к Просветлению,
В то время как остальные пути ведут во Тьму Невежества.
О, Высочайшее Существование!
Ты указало мне на то, что исключительной силой сострадания является ее способность совершать Могущественные Деяния.— 

### В христианстве
Преподобный Иоанн Дамаскин относил сострадание к одному из неудовольствий:
«Неудовольствие бывает четырех видов: горесть, грусть, зависть, сострадание. Горесть есть неудовольствие, производящее потерю голоса; грусть — неудовольствие, стесняющее сердце; зависть — неудовольствие, испытываемое по поводу чужих благ; сострадание — неудовольствие, испытываемое по поводу чужих несчастий.» 
Точное изложение православной веры, глава XIV. Св. Иоанн Дамаскин.
Библия, которая является основанием веры и жизни каждого христианина, побуждает всех последователей учения Иисуса Христа к состраданию ближнему.
«…будьте друг ко другу добры, сострадательны, прощайте друг друга, как и Бог во Христе простил вас» (Еф.4:32).

«Посему, страдает ли один член, страдают с ним все члены; славится ли один член, с ним радуются все члены» (1Кор.12:26).
Практическая же сторона сострадания была видна в делах милосердия Самого Иисуса Христа и иллюстрируется Им в известной притче о добром самарянине:
«…некоторый человек шел из Иерусалима в Иерихон и попался разбойникам, которые сняли с него одежду, изранили его и ушли, оставив его едва живым. По случаю один священник шел тою дорогою и, увидев его, прошел мимо. Также и левит, быв на том месте, подошел, посмотрел и прошел мимо.
Самарянин же некто, проезжая, нашел на него и, увидев его, сжалился и, подойдя, перевязал ему раны, возливая масло и вино; и, посадив его на своего осла, привез его в гостиницу и позаботился о нем; а на другой день, отъезжая, вынул два динария, дал содержателю гостиницы и сказал ему: позаботься о нем; и если издержишь что более, я, когда возвращусь, отдам тебе.
Кто из этих троих, думаешь ты, был ближний попавшемуся разбойникам?

Он [некий законник] сказал: оказавший ему милость. Тогда Иисус сказал ему: иди, и ты поступай так же» (Лук.10:30-37).

## В философии
Теме сострадания уделял некоторое внимание Фридрих Ницше. В работе «Антихрист. Проклятие христианству» отрицательно оценивал это явление, считая его деструктивным:

Сострадание противоположно тоническим аффектам, повышающим энергию жизненного чувства; оно действует угнетающим образом. Через сострадание теряется сила. Состраданием ещё увеличивается и усложняется убыль в силе, наносимая жизни страданием. Само страдание делается заразительным через сострадание; при известных обстоятельствах путём сострадания достигается такая величина ущерба жизни и жизненной энергии, которая находится в нелепо преувеличенном отношении к величине причины ( — случай смерти Назореянина). Вот первая точка зрения, но есть ещё и более важная. Если измерять сострадание ценностью реакций, которые оно обыкновенно вызывает, то опасность его для жизни ещё яснее. Сострадание вообще противоречит закону развития, который есть закон подбора. Оно поддерживает то, что должно погибнуть, оно встаёт на защиту в пользу обездоленных и осуждённых жизнью; поддерживая в жизни неудачное всякого рода, оно делает саму жизнь мрачною и возбуждающею сомнение.
[…]
Шопенгауэр был прав: сострадание отрицает жизнь, оно делает её более достойной отрицания, — сострадание есть практика нигилизма.

А. А. Чанышев отмечал, что с точки зрения Канта, сострадание имеет ограниченную моральную ценность по причине того, что слепо, неразумно, а потому неморально.